# Distenorrhinus ocularis
Distenorrhinus ocularis là một loài bọ cánh cứng trong họ Nemonychidae. Loài này được Soriano, Gratshev & Delclòs miêu tả khoa học đầu tiên năm 2006.